# 國道357號
國道357號是連結日本千葉縣千葉市與神奈川縣橫須賀市的一般國道。
為東京灣岸道路（通稱灣岸道路）一般部（一般道路）的一部份。與專用部的東關東自動車道・首都高速道路並走。連結橫濱市、川崎市、千葉市這3個政令指定都市。

## 概要
- 距離：70.0km
- 起點：千葉縣千葉市中央區（村田町＝國道16號交點）
- 終點：神奈川縣橫須賀市（未開通）

## 一般名稱
- 東京灣岸道路
- 臨港道路

## 通過市町村
- 千葉縣
  - 千葉市（中央區 - 美濱區） - 習志野市 - 船橋市 - 市川市 - 浦安市
- 東京都
  - 江戶川區 - 江東區 - 港區（限富士電視台附近的「東行」） - 品川區 - 大田區
- 神奈川縣
  - 川崎市（川崎區） - 橫濱市（鶴見區 - 中區 - 磯子區 - 金澤區） - 橫須賀市

## 重複區間
- 千葉縣千葉市中央區鹽田町（蘇我陸橋南交點）～千葉縣千葉市中央區登戶（登戶交點）：千葉縣道14號千葉茂原線・千葉縣道24號千葉鴨川線
- 千葉縣千葉市中央區登戶（登戶交點）～千葉縣千葉市美濱區真砂（檢見川交點）：國道14號

## 連接的路線
- 千葉縣
  - 國道16號（千葉市中央區起點） - 村田町交點
  - 千葉縣道14號千葉茂原線（茂原街道）・千葉縣道24號千葉鴨川線（久留里街道）（千葉市中央區） - 蘇我陸橋南交點
  - 千葉縣道20號千葉大網線（大網街道、千葉市中央區） - 神明町交點
  - 千葉縣道217號本千葉停車場線（千葉市中央區） - 港區前交差點
  - 國道14號（千葉市中央區） - 登戶交點
  - 千葉縣道134號稻毛停車場稻毛海岸線（千葉市稻毛區） - 稻毛淺間神社前交點
  - 國道14號（千葉市美濱區） - 無名稱
  - 灣岸千葉IC - 東關東自動車道（千葉市美濱區）
  - 千葉縣道15號千葉船橋海濱線（千葉市美濱區）- 濱田立體交點
  - 灣岸習志野IC - 東關東自動車道（習志野市）
  - 千葉縣道15號千葉船橋海濱線（船橋市）- 若松交點
  - 千葉縣道156號船橋埠頭線（船橋市）- 日之出交點
  - 灣岸市川IC - 東關東自動車道（市川市）
  - 千鳥町出入口 - 首都高速道路灣岸線（市川市）
  - 千葉縣道242號浦安停車場線・千葉縣道276號西浦安停車場線（浦安市）- 浦安立體交點
  - 浦安出入口 - 首都高速道路灣岸線（浦安市）
- 東京都
  - 葛西出入口 - 首都高速道路灣岸線（江戶川區）
  - 東京都道318號環狀七號線（環七通、江戶川區） - 葛西臨海公園前立體交點
  - 東京都道308號千住小松川葛西沖線（船堀街道、江戶川區） - 無名稱
  - 新木場出入口 - 首都高速道路灣岸線（江東區）
  - 東京都道306號王子千住南砂町線（明治通、江東區） - 夢之島交點
  - 東京都道319號環狀三號線（三目通、江東區） - 辰巳交點
  - 東京都道304號日比谷豐洲埠頭東雲町線（晴海通、江東區） - 東雲交點
  - 有明出入口 - 首都高速道路灣岸線（江東區）
  - 13號地出入口 - 首都高速道路灣岸線（西行為江東區、東行為港區）
  - 大井出入口 - 首都高速道路灣岸線（品川區）
  - 大井南出入口 - 首都高速道路灣岸線（品川區）
  - 東京都道318號環狀七號線（環七通、大田區） - 環七大井埠頭交點
  - 空港中央出入口 - 首都高速道路灣岸線（大田區）
  - 東京都道311號環狀八號線（環八通、大田區）- 灣岸環八交點
  - 灣岸環八出入口 - 首都高速道路灣岸線（大田區）
大田區～川崎市川崎區為不通區間
- 神奈川縣
  - 東扇島出入口 - 首都高速道路灣岸線（川崎市川崎區）
川崎市川崎區～橫濱市鶴見區為不通區間
  - 大黑臨港道路（橫濱市鶴見區）
  - 本牧臨港道路（橫濱市中區）
橫濱市中區～橫濱市磯子區為不通區間
  - 神奈川縣道17號橫濱環狀2號線（橫濱市磯子區）
  - 磯子出入口 - 首都高速道路灣岸線（橫濱市磯子區）
  - 杉田出入口 - 首都高速道路灣岸線（橫濱市磯子區）
  - 幸浦出入口 - 首都高速道路灣岸線（橫濱市金澤區）
  - 現在終點（橫濱市金澤區） - 八景島
橫濱市金澤區～橫須賀市為不通區間

## 道路休息站
- 谷津干潟公園駐車場（千葉縣習志野市）（限下行線（東行））

## 關連項目
- 關東地方道路一覽

## 外部連結
- 關東地方整備局（页面存档备份，存于）
  - 千葉國道事務所 （页面存档备份，存于）
  - 首都國道事務所
  - 川崎國道事務所 （页面存档备份，存于）
  - 橫濱國道事務所（页面存档备份，存于）